# Domínio islâmico entre 769-778

Mapa da configuração do domínio islâmico entre 769 e 778. Em cor verde, está toda a região em que a sociedade islâmica exerceu poder efetivo.

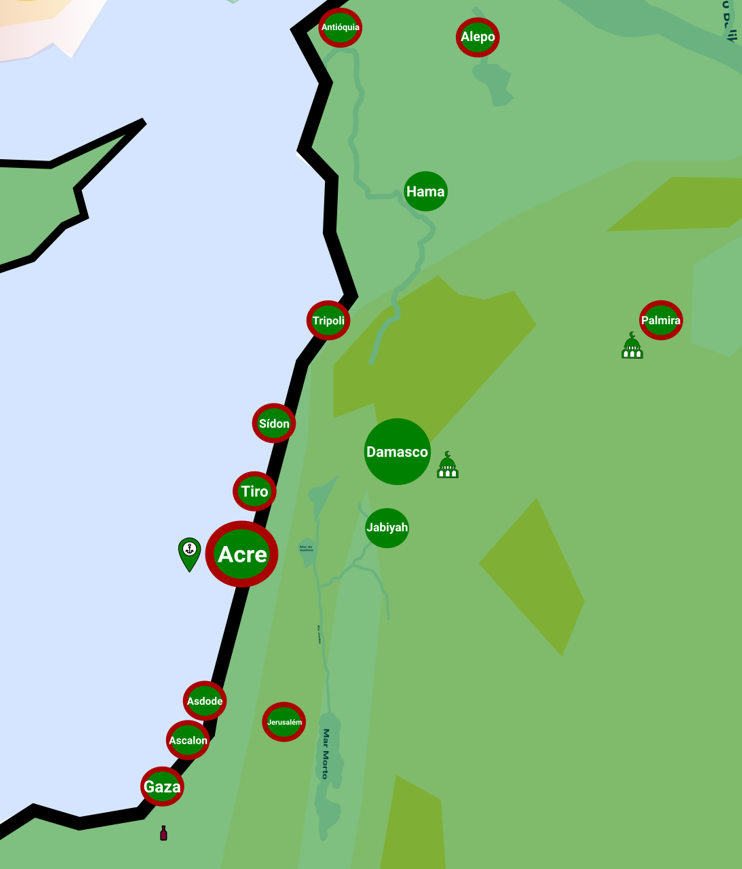
Mapa da região do Levante durante o domínio islâmico entre 769-778

## Região histórica doLevante(769-778)
No centro do mapa, na costa direita do Mar Mediterrâneo, é perceptível a configuração dos territórios do Levante entre os anos 769 e 778 sob domínio dos abássidas. Por sua vez, o domínio da sociedade islâmica sobre a região é caracterizado pela cor verde devido à forte presença árabe como um poder efetivo sobre o Levante. Contudo, algumas cidades são representadas com bordas vermelhas devido às influências helênicas e aramaicas enraizadas historicamente na região. Quanto às cidades mais proeminentes da região, nota-se Damasco, um forte centro econômico, e religioso, influência que pode ser atestada através do ícone de uma mesquita próxima a cidade, sendo esta a Grande Mesquita de Damasco, e Acre, também um centro econômico, do qual é acompanhado do ícone de uma âncora devido a importância portuária para o Levante neste período. Por outro lado, os círculos em tamanho menor, efetivamente dominados pelos islâmicos árabes, mas ainda com alguns núcleos cristãos e judeus,  denotam as cidades periféricas da costa levantina, sendo as notórias: Gaza, Ascalon, Asdode, Jerusalém, Tiro, Sidon, Tripoli e Antioquia. É importante notar também a cidade de Jabiyah, efetivamente árabe, que durante esse período tornou-se um centro militar para a cidade de Damasco. Neste recorte temporal, os territórios dessa região eram submissos a capital do Califado Islâmico, Bagdá.

## CoraçãoeTransoxiana(769-778)

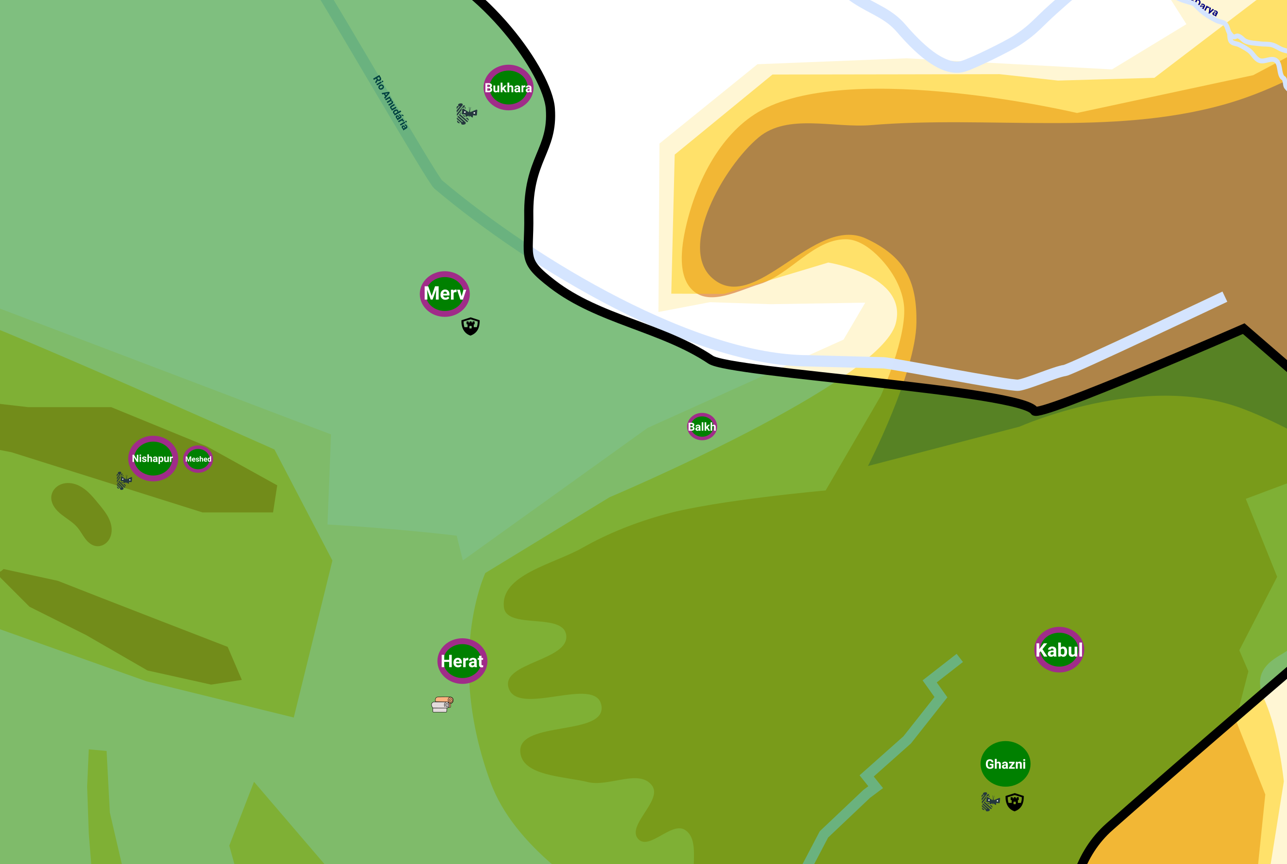
Mapa da região de Coração e Transoxiana durante o domínio islâmico entre 769-778

No canto superior direito do mapa, está a região histórica dos territórios de Coração e Transoxiana entre os anos 769 e 778 sob domínio dos abássidas. O domínio da sociedade islâmica na região também é caracterizada pela cor verde, figuração da presença árabe na região como poder efetivo durante esse período. Contudo, a borda roxa, em alguns círculos, figuração das cidades, representam a etnia iraniana influente na região. As cidades mais proeminentes da região são: Herat, Nishapur, Merv e Bukhara. As cidades acompanhadas pelos ícones de mariposas representam Bukhara e Nishapur como centros comerciais importantes no comércio da Rota da Seda. Também, temos em Herat o símbolo do Têxtil, que mostra como a cidade era importante na produção de têxteis. E temos Merv, no qual, era um importante centro militar na região. Por fim, temos duas cidades que estão em tamanho menor, que representam as cidades periféricas da região: Meshed e Balkh.

## Região doEgito(769-778)

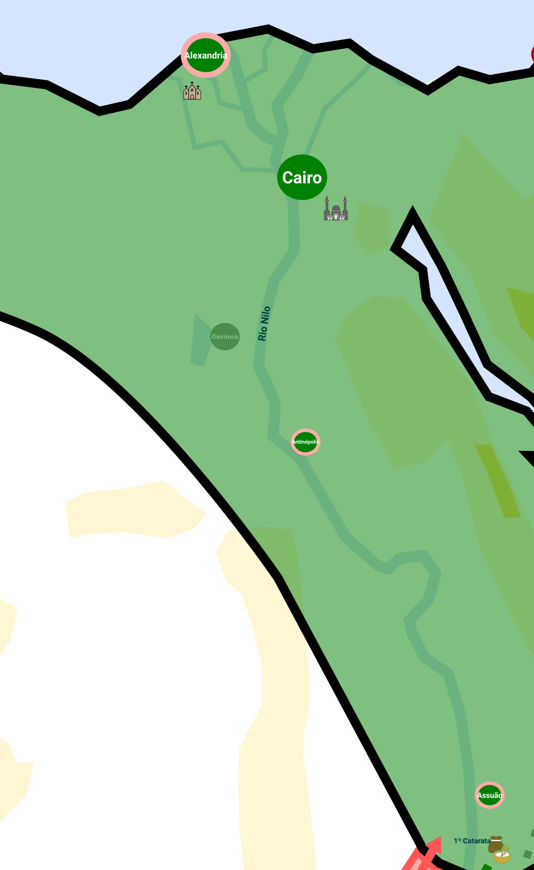
Mapa da região do Egito durante o domínio islâmico entre 769-778

Na costa do Mar Mediterrâneo ao centro do mapa está a região do Egito, composta por quatro cidades que passaram por importantes transformações políticas, étnicas, econômicas e culturais. Alexandria, localizada na costa mediterrânea, destaca-se como um centro religioso e comercial significativo, marcado pela predominância copta e transformações devido aos domínios sassânida, bizantino e islâmico. Representada em tons rosa no mapa, a cidade manteve sua relevância comercial, mas perdeu influência política com a ascensão do Cairo. 
O Cairo, situado às margens do Nilo, foi planejado como um centro político, econômico e cultural desde sua fundação pelos Fatímidas. A cidade cosmopolita consolidou-se como a principal do Egito, com o idioma árabe predominante, e simboliza o nascimento da moderna capital egípcia após a transferência do centro político de Fustat. No mapa, é representado por tons verdes que indicam a dominância islâmica e sua posição estratégica próxima ao Nilo.
Antinoópolis, no Alto Egito, foi fundada como um ponto de integração entre culturas gregas, romanas e egípcias, destacada em rosa no mapa pela predominância copta. Incorporada aos califados islâmicos, foi renomeada El-Minya, refletindo as mudanças culturais e políticas. Já Assuão, localizada próxima à primeira catarata, foi um centro comercial e religioso crucial, mantendo-se como um importante núcleo copta, mesmo após a conquista islâmica pelos Rashidun em 642. 

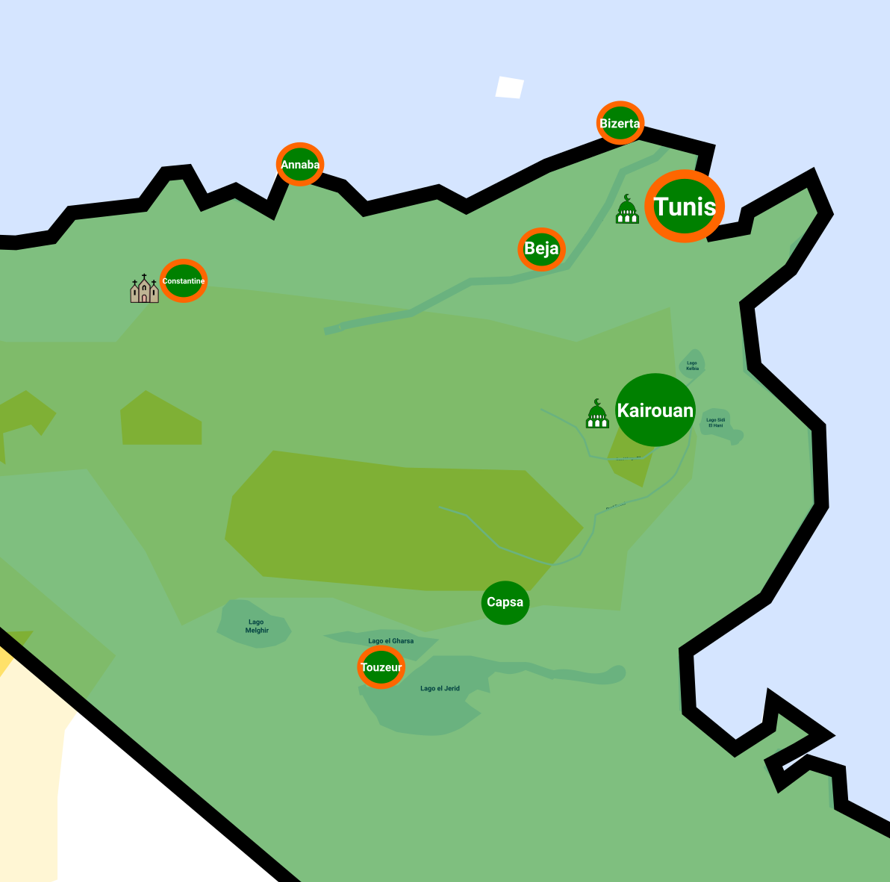
Mapa da região de do Magreb durante o domínio islâmico entre 769-778

## Região doMagreb(769-778)
Na parte esquerda do mapa está o Magreb, uma região histórica do noroeste da África. As cidades de Annaba, Beja, Bizerta, Tlemcen, Touzeur, Constantine e Capsa estão representadas com o tamanho 1,5, indicando sua condição periférica. Em todas essas cidades, o verde no centro simboliza o poder efetivo, exercido pelo Califado Abássida, enquanto a borda laranja destaca a predominância da etnia berbere. Dentre as cidades, Constantine apresenta um símbolo de igreja, indicando a presença do cristianismo nestoriano, que perdeu relevância histórica devido a presença árabe. Os territórios de Tunis e Kairouan, por sua vez, têm maior destaque no mapa, com tamanho 2,5, refletindo suas importantes influências políticas e religiosas. Ambas estão associadas ao Califado Abássida, representado pela cor verde, e possuem o símbolo de uma mesquita, com Tunis também exibindo uma borda laranja que indica a predominância berbere.

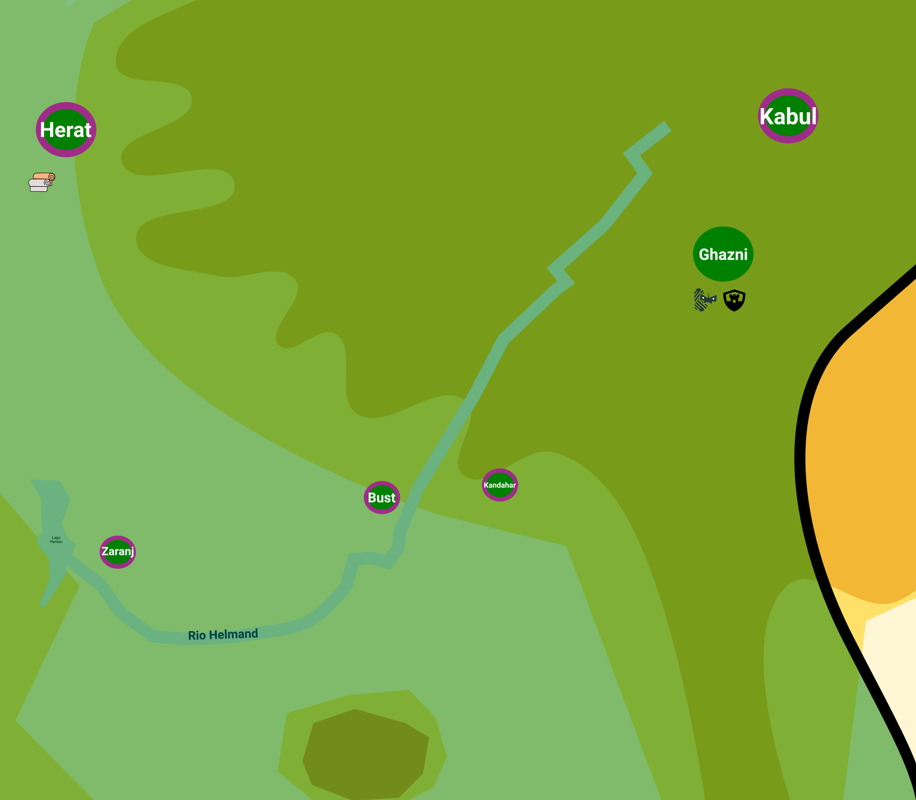
Mapa da região do Sistão durante o domínio islâmico entre 769-778

## Região doSistão(769-778)
Por fim, na região do Sistão, ao extremo direito do mapa, estão destacadas as cidades proeminentes da região, dentre elas: Cabul, localizada na parte direita da área verde perto do Lago Human, um centro comercial de mais de 3.500 anos, essencial na Rota da Seda. Candaar, situada logo abaixo de Gásni na área verde do mapa, é a segunda maior cidade do Afeganistão, rica em herança cultural e com conexões históricas a Alexandre, o Grande. Gásni, localizada cerca de 150 km ao sudoeste de Cabul, está em uma área predominante do Sinde, assim como Zaranje, no sudoeste, próximo às fronteiras com o Irã e Paquistão. Zaranje é representada como uma cidade de conexão, de menor espessura no mapa. Por fim, Bust, posicionada ao sul na área verde próxima aos rios Helmande e Arghandab, foi um importante centro administrativo e cultural durante o período islâmico medieval, especialmente sob o Império Gasnévida, e mantém relações históricas com Zaranje e Candaar.